# Геріберт Вебер
Геріберт Вебер (нім. Heribert Weber, нар. 28 червня 1955, Пельс) — австрійський футболіст, що грав на позиції захисника. По завершенні ігрової кар'єри — тренер. Футболіст року в Австрії (1987).
Виступав, зокрема, за клуби «Рапід» (Відень) та «Аустрія» (Зальцбург), а також національну збірну Австрії.

## Клубна кар'єра
Народився 28 червня 1955 року в місті Пельс. До свого 18-річчя Вебер навчався на складача тексту, а після — зайнявся футболом і став гравцем місцевого «Пельса». У 1973 році Геріберт був помічений представниками клубу з вищого дивізіону, «Штурм» (Грац), повноцінним гравцем команди він став через рік. З командою з Граца в 1975 році він під керівництвом тренера Карла Шлехти досяг фіналу кубка Австрії, також той рік ознаменувався його першим викликом в національну збірну.
У січні 1978 року Шлехта очолив «Рапід» (Відень), а вже влітку того ж року до свого тренера приєднався і Вебер. У складі «зелено-білих» Геріберт, незважаючи на невеликий зрвст як для захисника (180 см), незабаром став гравцем основи і відсвяткував свій перший великий успіх. З 1978 по 1989 рік виступаючи на позиції ліберо він забив 39 голів у 315 матчах Бундесліги і виграв чотири чемпіонати з віденською командою, стільки ж тріумфів було і в Кубку Австрії. Вебер забив у єврокубках три голи і також був членом команди, яка в 1984/85 сезоні під керівництвом тренера Отто Барича вийшла у фінал Кубка володарів кубків. Сам фінал, що відбувся 15 травня 1985 року в Роттердамі, завершився програшем з рахунком 1:3 англійському «Евертону».
У 1989 році, будучи капітаном «Рапіда», у віці 34 років Вебер перейшов в «Аустрію» (Зальцбург). У новій команді Геріберт Вебер знову виступав під керівництвом тренера Отто Барича і в 1994 році команда стала віце-чемпіоном Австрії. У сезоні 1993/94 він у 39-річному віці з зальцбурзьким клубом вдруге у своїй кар'єрі досяг фіналу єврокубка, цього разу фіналу Кубка УЄФА. В обох фінальних іграх проти італійського «Інтернаціонале» «Аустрія» програла з мінімальним рахунком 0:1, причому у другому матчі австрійцям довелося відмовитися від кількох ключових гравців через травми і дискваліфікації. Після того сезону капітан «Аустрії» закінчив свою кар'єру і став тренером.
Всього за кар'єру Геріберт Вебер зіграв у 581 матчі і забив 57 голів у австрійській Бундеслізі, граючи на позиції захисника. Він також провів 63 матчі в єврокубках, де забив 3 голи.

## Виступи за збірну
28 квітня 1976 року дебютував в офіційних матчах у складі національної збірної Австрії в товариській грі проти збірної Швеції (1:0).
У складі збірної був учасником чемпіонату світу 1978 року в Аргентині та чемпіонату світу 1982 року в Іспанії, зігравши на цих турнірах по три матчі.
Його останньою грою у футболці збірної був матч кваліфікації до чемпіонату світу 1990 року 25 жовтня 1989 року проти збірної Туреччини (0:3) в Стамбулі. Загалом протягом кар'єри у національній команді, яка тривала 14 років, провів у її формі 68 матчів, забивши 1 гол.

## Кар'єра тренера
Розпочав тренерську кар'єру відразу ж по завершенні кар'єри гравця, 1994 року, очоливши тренерський штаб клубу «Пух», з яким він вилетів з другої ліги в сезоні 1994/95.

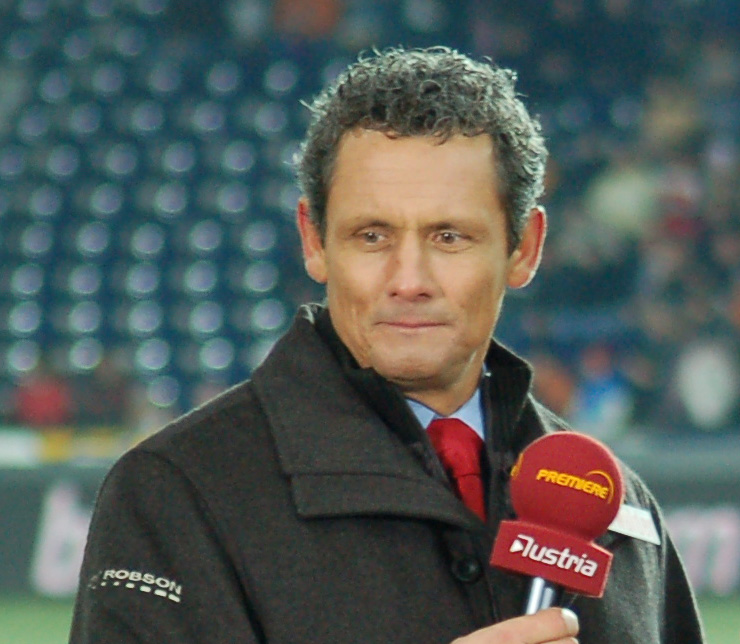
Вебер дає інтерв'ю. 2005 рік.

З 1995 по 1996 рік він був тренером юнацьких (U-18, U-19 і U-20) збірних Австрії, а потім був запропонований на пост тренера свого колишнього клубу «Аустрія» (Зальцбург). Команда з Зальцбурга після відходу багатьох учасників єврокубків і топ-гравців (Пфайфенбергер, Юрчевича, Файєрзінгер, Младеновича, Артнера та ін.) переживала час кризи. Вебер розумів серйозність ситуації, тому посилив команду деякими новими придбаннями, щоб сформувати новий колектив, і сенсаційно виграв у сезоні 1996/97 з «Аустрією» титул чемпіона Австрії. Однак у півфіналі кубка його команда програла в серії післяматчевих пенальті віденському «Ферсту». У сезоні 1997/98 клуб із Зальцбурга не зміг захистити титул чемпіона, а в кваліфікації Ліги чемпіонів команда поступилася «Спарті» з Праги через слабку гру в гостях. Тим не менш, Вебер зробив собі репутацію хорошого тренера, тому що виграв титул в минулому році, і спортивний директор «Рапіда» (Відень) запросив його змінити біля керма команди Ернста Докупіля в травні 1998 року.
У першому сезоні Вебера з «Рапідом» команда фінішувала на другому місці в чемпіонаті після «Штурма» (Грац). Контракт з клубом був розрахований до 30 травня 2000 року, далі Вебер майже півтора року тренував клуб зі другого дивізіону Німеччини, «Саарбрюккен». У липні 2003 року Вебер був призначений тренером команди «Унтерзібенбрунн», з якою виграв першу лігу Австрії восени 2003 року. Після закінчення контракту з клубом Геріберт Вебер працював на телебаченні компанія «Sky Deutschland» як експерт з футболу і транслювався раз на тиждень по радіо в рамках футбольної програми.
З 1 серпня 2008 року до літа 2010 року Херіберт Вебер працював спортивним директором «Адміра-Ваккер» (Медлінг).

## Титули і досягнення

### Як гравця
- Чемпіон Австрії (5):

«Рапід» (Відень): 1981/82, 1982/83, 1986/87, 1987/88
«Аустрія» (Зальцбург): 1993/94
- Володар Кубка Австрії (4):

«Рапід» (Відень): 1982/83, 1983/84, 1984/85, 1986/87
- Володар Суперкубка Австрії (3):

«Рапід» (Відень): 1986, 1987, 1988

### Як тренера
- Чемпіон Австрії (1):

«Аустрія» (Зальцбург): 1996/97
- Володар Суперкубка Австрії (1):

«Аустрія» (Зальцбург): 1997

### Особисті
- Футболіст року в Австрії: 1987